# 51st Fighter Wing

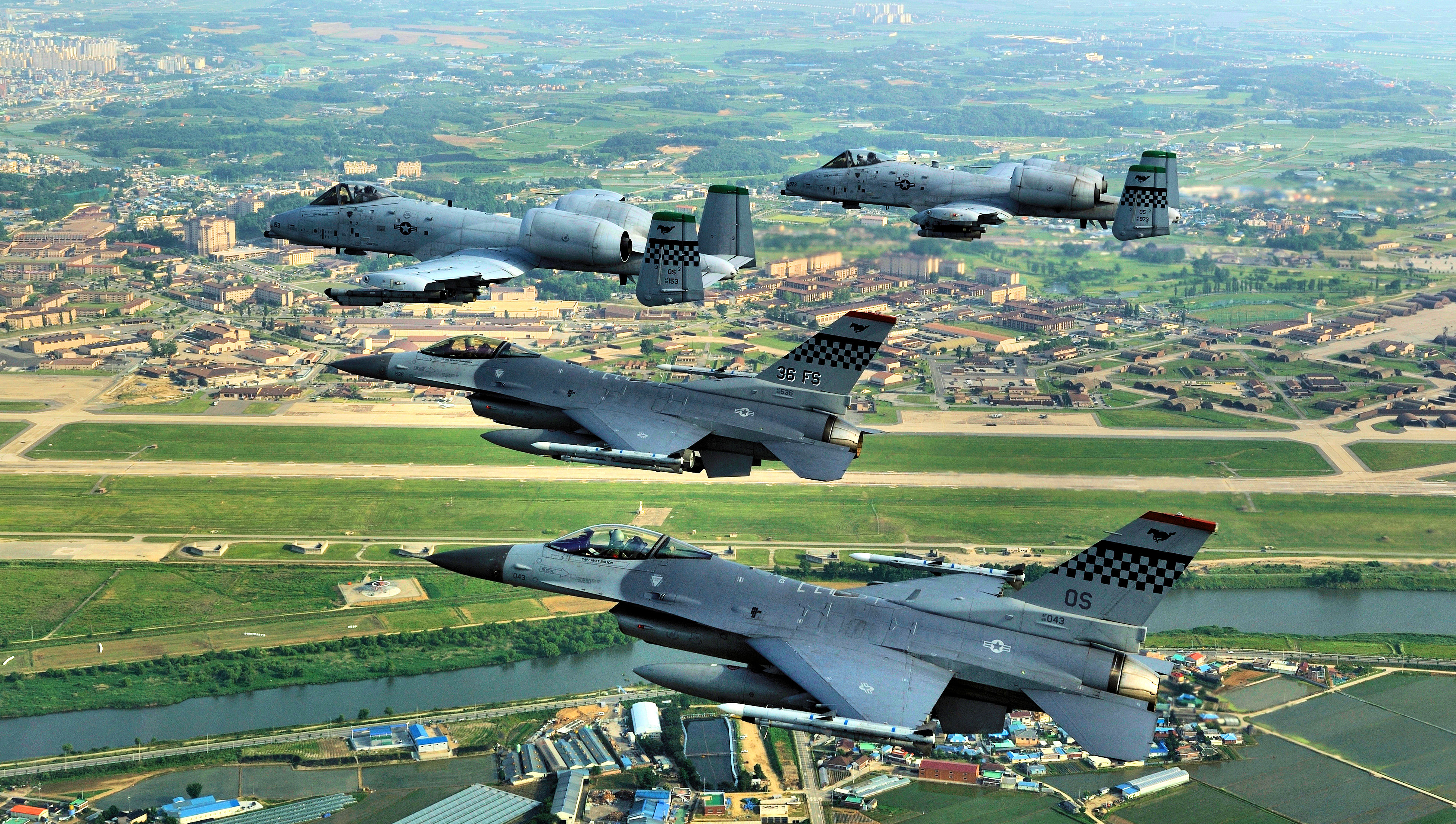
F-16 e A-10C dello stormo

Il 51st Fighter Wing è uno stormo Caccia della U.S.Pacific Air Forces, inquadrato nella Seventh Air Force. Il suo quartier generale è situato presso la base aerea di Osan, in Corea del Sud.

## Organizzazione
Attualmente, al maggio 2017, esso controlla:
- 51st Operations Group
  - 51st Operations Support Squadron
  -  25th Fighter Squadron, striscia di coda verde  - Equipaggiato con 24 A-10C
  -  36th Fighter Squadron, striscia di coda rossa - Equipaggiato con F-16C/D
- 51st Maintenance Group
  - 51st Aircraft Maintenance Squadron
  - 51st Maintenance Squadron
  - 51st Munitions Squadron
- 51st Mission Support Group
  - 51st Civil Engineer Squadron
  - 51st Communications Squadron
  - 51st Logistics Readiness Squadron
  - 51st Force Support Squadron
  - 51st Security Forces Squadron
- 51st Medical Group
  - 51st Medical Support Squadron
  - 51st Medical Operations Squadron
  - 51st Aerospace Medicine Squadron
  - 51st Dental Squadron
  - 51st Bioenviromental Engineering